# Prestwood
Prestwood är en by i civil parish Denstone, i distriktet East Staffordshire, i grevskapet Staffordshire i England. Byn är belägen 9 km från Uttoxeter. Prestwood var en civil parish 1866–1934 när blev den en del av Denstone. Civil parish hade 41 invånare år 1931.